# Yuhai (häradshuvudort i Kina, Ningxia Huizu Zizhiqu, lat 36,98, long 105,91)
Yuhai (kinesiska: 豫海, 同心, 同心县) är en häradshuvudort i Kina. Den ligger i den autonoma regionen Ningxia, i den nordvästra delen av landet, omkring 170 kilometer söder om regionhuvudstaden Yinchuan. Antalet invånare är 318 153. Befolkningen består av 157 278 kvinnor och 160 875 män. Barn under 15 år utgör 29,0 %, vuxna 15-64 år 65 %, och äldre över 65 år 4,0 %.
Runt Yuhai är det ganska tätbefolkat, med 67 invånare per kvadratkilometer. Det finns inga andra samhällen i närheten. Trakten runt Yuhai består i huvudsak av gräsmarker.
Genomsnittlig årsnederbörd är 491 millimeter. Den regnigaste månaden är september, med i genomsnitt 100 mm nederbörd, och den torraste är december, med 1 mm nederbörd.